# ローレンス郡 (サウスカロライナ州)
ローレンス郡（英: Laurens County）は、アメリカ合衆国サウスカロライナ州の北西部に位置する郡である。2010年国勢調査での人口は66,537人であり、2000年の69,567人から4.4%減少した。郡庁所在地はローレンス市（人口9,139人）であり、同郡で人口最大の都市でもある。
ローレンス郡はグリーンビル・アンダーソン・モールディン大都市圏に属している。

## 歴史
ローレンス郡は1785年に設立された。郡名は大陸会議第3代議長を務めたヘンリー・ローレンスに因んで名付けられた。
植民地時代のナインティシックス地区からできた9郡の1つとして、当初の郡の半分よりも「公式な」戦闘があった。すなわち権力を持った政府によって公式に認められ、当時の文書に収められた戦闘である。アメリカ独立戦争で最初のものはマスグローブミルの戦いであり、イギリス正規軍が地元民兵隊に敗北を喫した。
下記の戦闘が郡内で起きた
1. リンドリー砦の戦い
2. ケレット未亡人のブロックハウスの戦い
3. マスグローブミルの戦い
4. ファローズステーションの戦い
5. ダンカンクリーク集会所の戦い
6. インディアンクリークの戦い
7. ハモンズの店の戦い
8. ウィリアムズ砦の戦い
9. シーダースプリングスの戦い（州内のクロスアンカーで始まり、4つの郡を抜ける58マイル (93 km) で騎馬による追撃線があり、30時間後にノースカロライナ州で終わった）
10. マッドリッククリークの戦い
11. ヘイズステーションの戦い[3]

## 地理
アメリカ合衆国国勢調査局に拠れば、郡域全面積は724平方マイル (1,875.2 km2)であり、このうち陸地715平方マイル (1,851.8 km2)、水域は9平方マイル (23.3 km2)で水域率は1.23%である。

### 主要高規格道路
| - 州間高速道路26号線 - 州間高速道路385号線 - アメリカ国道25号線 - アメリカ国道76号線 | - アメリカ国道221号線 - サウスカロライナ州道72号線 - サウスカロライナ州道418号線 |  |

### 隣接する郡
- スパータンバーグ郡 - 北
- ユニオン郡 - 北東
- ニューベリー郡 - 南東
- グリーンウッド郡 - 南
- アベビル郡 - 南西
- アンダーソン郡 - 西
- グリーンビル郡 - 北西

### 国立保護地域
- サムター国立の森（部分）

## 人口動態
以下は2000年国勢調査による人口統計データである。
| 基礎データ - 人口: 69,567人 - 世帯数: 26,290 世帯 - 家族数: 18,876 家族 - 人口密度: 38人/km2（97人/mi2） - 住居数: 30,239軒 - 住居密度: 16軒/km2（42軒/mi2） 人種別人口構成 - 白人: 71.57% - アフリカン・アメリカン: 26.23% - ネイティブ・アメリカン: 0.28% - アジア人: 0.15% - 太平洋諸島系: 0.05% - その他の人種: 0.95% - 混血: 0.78% - ヒスパニック・ラテン系: 1.94% 年齢別人口構成 - 18歳未満: 25.3% - 18-24歳: 9.2% - 25-44歳: 28.5% - 45-64歳: 23.8% - 65歳以上: 13.2% - 年齢の中央値: 36歳 - 性比（女性100人あたり男性の人口） - 総人口: 93.6 - 18歳以上: 89.7 | 世帯と家族（対世帯数） - 18歳未満の子供がいる: 32.5% - 結婚・同居している夫婦: 51.1% - 未婚・離婚・死別女性が世帯主: 15.6% - 非家族世帯: 28.2% - 単身世帯: 24.6% - 65歳以上の老人1人暮らし: 9.8% - 平均構成人数 - 世帯: 2.55人 - 家族: 3.01人 収入 - 収入の中央値 - 世帯: 33,933米ドル - 家族: 39,739米ドル - 性別 - 男性: 30,402米ドル - 女性: 21,684米ドル - 人口1人あたり収入: 15,761米ドル - 貧困線以下 - 対人口: 14.3% - 対家族数: 11.6% - 18歳未満: 19.6% - 65歳以上: 13.5% |

2012年5月時点でローレンス郡の失業率は9.5%だった。

## 都市と町

### 法人化自治体
- クリントン
- クロスヒル
- ファウンテンイン（一部はグリーンビル郡内）
- グレイコート
- ローレンス - 郡庁所在地
- ウェアショールズ（一部はグリーンビル郡とアベビル郡内）
- ウォータールー

### 未編入の町
- ヒッコリータバーン
- ジョアンナ
- キナーズ（一部はニューベリー郡内）
- マウントビル
- プリンストン
- ワッツミルズ

## 教育
郡内には3つの公共教育学区がある。ローレンス郡第55学区は郡北部を、第56学区は南西半分を管轄している。ウェアショールズの地域は複数の郡に跨るグリーンウッド郡第51学区が管轄している。郡内には公立高校としてローレンス高校（第55学区）とクリントン高校（第56学区）の2校がある。
公立の小学校は5校、中学校は3校ある。私立学校はローレンス・アカデミーである。クリントンにあるプレスビテリアン・カレッジは1880年に設立された4年生教養系カレッジである。

## 著名な出身者
- アンドリュー・ジョンソン第17代アメリカ合衆国大統領、1820年代にローレンスで仕立屋をしていた